# Álvaro Arbeloa
Álvaro Arbeloa Coca (wym. [ˈalβaɾo aɾβeˈloa ˈkoka]; ur. 17 stycznia 1983 w Salamance) – hiszpański piłkarz, który występował na pozycji bocznego obrońcy. Wielokrotny reprezentant Hiszpanii. Mistrz Świata w 2010 roku oraz Dwukrotny Mistrz Europy w 2008 oraz 2012.
Wychowanek hiszpańskiego Realu Madryt, dla którego zaliczył najwięcej występów w swojej karierze. Występował również między innymi w Liverpoolu, Deportivo La Coruna czy West Hamie.

## Kariera klubowa
Álvaro Arbeloa przygodę z piłką nożną, rozpoczął jako sześcioletni zawodnik futsalu. Halową odmianą futbolu zajmował się kilka lat. Po ukończeniu 12 roku życia dołączył do juniorskich drużyn Realu Saragossa, a po siedmiu spędzonych tam sezonach przeniósł się do Realu Madryt Castilla, gdzie występował przez trzy kolejne lata. Udało mu się wywalczyć awans do Segunda División i dojść do ćwierćfinału Copa del Rey. Jako wyróżniający się gracz rezerw Realu Madryt kilkukrotnie został powoływany do pierwszej drużyny, regularnie z nią trenując. W pierwszym zespole doczekał się swoich szans, rozgrywając w nim w sumie dwa oficjalne spotkania.
W 2006 roku zawodnik i klub uznali, że najlepsze dla dalszego rozwoju zawodnika będą regularne występy w La Liga i 24 lipca przeszedł do Deportivo La Coruña, za 1,3 mln euro.
Dobra forma Álvaro, zaowocowała zainteresowaniem działaczy z Anfield Road i trenera Rafaela Beníteza. Do realizacji transferu doszło w styczniu 2007 roku, a kwota transferu wyniosła 4 mln euro. Zawodnik w barwach Liverpoolu zadebiutował w meczu z Newcastle United, 10 lutego 2007 roku. Jego największym osiągnięciem było dotarcie do finału Ligi Mistrzów w 2007 roku, przegranym z A.C. Milan. W angielskim zespole występował przez 2,5 roku, zdobywając w tym czasie 2 ligowe bramki.
W lecie 2009 roku, powracający na stanowisko Florentino Pérez, za cel postawił sobie hispanizację i odmłodzenie zespołu. Jednym z jego transferowych celów był właśnie „El Espartano”. Arbeloa zwrócił uwagę „Królewskich” dobrymi występami w Liverpoolu i reprezentacji, atrakcyjną ceną 4 mln euro, spowodowaną kończącym się kontraktem oraz deklaracją zawodnika chęci dołączenia do swojego macierzystego klubu. Zawodnik z drużyną Realu Madryt podpisał pięcioletni kontrakt, wygasający w 2014 roku.
Mimo wielkiej konkurencji w zespole, wychowanek wywalczył sobie miejsce w pierwszym składzie, na stałe meldując się na lewym boku obrony. Dobrą postawę w defensywie uzupełnił dwoma trafieniami w Primera División. Pierwszą ze swoich bramek, zdobył 13 lutego 2010 roku w wyjazdowym spotkaniu z Xerez CD, jako pierwszą bramkę meczu, które ostatecznie zakończyło się zwycięstwem 0:3. Drugie, znacznie ważniejsze trafienie zaliczył w derbowym spotkaniu z Atlético Madryt, wykorzystując podanie Xabiego Alonso. To spotkanie zostało wygrane przez „Blancos” w stosunku 3:2. Po opuszczeniu stanowiska trenera przez Manuela Pellegriniego, jego miejsce zajął José Mourinho, a Arbeloa zyskał uznanie nowego szkoleniowca. 20 kwietnia 2011 roku Alvaro przyczynił się do wygrania finałowego starcia z FC Barceloną w Copa del Rey. W sezonie 2011/12 był zawodnikiem pierwszego składu, przyczyniając się do zdobycia pierwszego od 4 lat Mistrzostwa Hiszpanii przez Real. Był ważnym ogniwem drużyny, która pobiła wiele rekordów, np. zdobyła 100 ligowych punktów. 1 sierpnia 2012 roku, klub wydał oficjalny komunikat, w którym poinformował media, o tym, że przedłuża z zawodnikiem kontrakt do 2016 roku. Sezon 2012/13 rozpoczął się dla Arbeloy w doskonałym stylu, gdyż defensor Realu wraz z parterami z drużyny zdobył Superpuchar Hiszpanii, w ogólnym rozrachunku okazując się lepszym od piłkarzy FC Barcelony. W sezonie 2013-14 stracił miejsce w podstawowym składzie na prawej obronie za sprawą transferu Daniego Carvajala jednak dzięki wszechstronności nadal był ważnym członkiem drużyny, która sięgnęła po 10 w historii klubu tytuł Ligi Mistrzów, Superpuchar Europy (rezerwowy) oraz Klubowe Mistrzostwa Świata. W sezonie 2014-15 do klubu dołączył kolejny prawy obrońca, Danilo, a Alvaro przegrał rywalizację także z Nacho. Był to ostatni sezon w Realu Madryt 33-letniego zawodnika. Pożegnalny mecz na Estadio Santiago Bernabéu rozegrał 8 maja 2016 r. wchodząc na boisko w 79 minucie. Założył opaskę kapitana, a Real zwyciężył 3:2 nad Valencią. Kibice zgotowali mu owację na stojąco i przygotowali specjalną oprawę. Po meczu koledzy z drużyny podrzucali go na rękach. 
31 sierpnia 2016 przeszedł do angielskiego West Hamu, rozegrał w nim trzy ligowe mecze i jeden w EFL Cup. W tym samym sezonie doznał kontuzji urazu nogi i początkiem lipca 2017 roku zakończył piłkarską karierę.

## Kariera reprezentacyjna
Álvaro swoją przygodę z reprezentacyjną piłką rozpoczął w 2001 roku, otrzymując pierwsze powołanie do Reprezentacji Hiszpanii U-17. Następnie występował w kadrze U-19 i U-21.
Bardzo dobra postawa, a także jego uniwersalność, dzięki której bez problemu mógł występować na każdej pozycji w defensywie, zaowocowały powołaniem do seniorskiej reprezentacji Hiszpanii, prowadzonej przez Luisa Aragonésa. Arbeloa po raz pierwszy koszulkę „La Furia Roja” przywdział 26 marca 2008 roku w wygranym 1:0 spotkaniu z Włochami. W tym samym roku otrzymał powołanie na Mistrzostwa Europy, rozgrywane w Austrii i Szwajcarii. Turniej zakończył się wielkim sukcesem piłkarzy z Iberii, toteż Álvaro wraz z kolegami mógł cieszyć się ze zdobycia złota.
W 2009 roku Hiszpania mimo iż była jednym z faworytów do zwycięstwa w Pucharze Konfederacji zajęła ostatecznie 3. miejsce, przegrywając w półfinale z USA. Obiecująca forma podczas sezonu 2009/10, przekonała Vicente del Bosque – nowego trenera kadry, do skorzystania z jego usług podczas zbliżającego się Mundialu w Południowej Afryce. Ostatecznie Hiszpanie wracali z tej wielkiej imprezy z tarczą, zdobywając upragniony Puchar Świata.
Bardzo dobre występy na lewym boku obrony w Realu spowodowały, że del Bosque postanowił również skorzystać z jego usług na tej pozycji. Arbeloa stał się pewniakiem w pierwszej jedenastce i mógł być pewny gry podczas Euro 2012 w Polsce i na Ukrainie. Kontuzja Carlesa Puyola wymusiła na trenerze taktyczne zmiany. Sergio Ramos został przesunięty na środek obrony, a Álvaro powrócił na swoją nominalną pozycję – prawą obronę. Świetną dyspozycją podczas turnieju, przyczynił się do zdobycia kolejnego złotego medalu przez Hiszpanię na wielkiej imprezie.

## Statystyki kariery
Ostatnia aktualizacja: 4 grudnia 2016
| Klub                 | Sezon              | La Liga        | La Liga        | Puchar Hiszpanii | Puchar Hiszpanii | Superpuchar Hiszpanii   | Superpuchar Hiszpanii   | Europa | Europa | Razem | Razem |
| Klub                 | Sezon              | Mecze          | Gole           | Mecze            | Gole             | Mecze                   | Gole                    | Mecze  | Gole   | Mecze | Gole  |
| -------------------- | ------------------ | -------------- | -------------- | ---------------- | ---------------- | ----------------------- | ----------------------- | ------ | ------ | ----- | ----- |
| Real Madryt Castilla | 2003/04            | 22             | 0              | 0                | 0                | 0                       | 0                       | 0      | 0      | 22    | 0     |
| Real Madryt Castilla | 2004/05            | 28             | 0              | 0                | 0                | 0                       | 0                       | 0      | 0      | 28    | 0     |
| Real Madryt Castilla | 2005/06            | 34             | 0              | 0                | 0                | 0                       | 0                       | 0      | 0      | 34    | 0     |
| Real Madryt          | 2004/05            | 2              | 0              | 2                | 0                | 0                       | 0                       | 0      | 0      | 4     | 0     |
| Real Madryt          | Łącznie            | 86             | 0              | 2                | 0                | 0                       | 0                       | 0      | 0      | 88    | 0     |
| Deportivo La Coruña  | 2006/07            | 20             | 0              | 0                | 0                | 0                       | 0                       | 0      | 0      | 20    | 0     |
| Deportivo La Coruña  | Łącznie            | 20             | 0              | 0                | 0                | 0                       | 0                       | 0      | 0      | 20    | 0     |
|                      | Sezon              | Premier League | Premier League | Puchar Anglii    | Puchar Anglii    | Puchar Ligi Angielskiej | Puchar Ligi Angielskiej | Europa | Europa | Razem | Razem |
| Mecze                | Sezon              | Gole           | Mecze          | Gole             | Mecze            | Gole                    | Mecze                   | Gole   | Mecze  | Gole  |       |
| Liverpool            | 2006/07            | 9              | 1              | 0                | 0                | 0                       | 0                       | 5      | 0      | 14    | 1     |
| Liverpool            | 2007/08            | 28             | 0              | 1                | 0                | 3                       | 0                       | 9      | 0      | 41    | 0     |
| Liverpool            | 2008/09            | 29             | 1              | 2                | 0                | 0                       | 0                       | 12     | 0      | 43    | 1     |
| Liverpool            | Łącznie            | 66             | 2              | 3                | 0                | 3                       | 0                       | 26     | 0      | 98    | 2     |
|                      | Sezon              | La Liga        | La Liga        | Puchar Hiszpanii | Puchar Hiszpanii | Superpuchar Hiszpanii   | Superpuchar Hiszpanii   | Europa | Europa | Razem | Razem |
| Mecze                | Sezon              | Gole           | Mecze          | Gole             | Mecze            | Gole                    | Mecze                   | Gole   | Mecze  | Gole  |       |
| Real Madryt          | 2009/10            | 30             | 2              | 2                | 0                | 0                       | 0                       | 6      | 0      | 38    | 2     |
| Real Madryt          | 2010/11            | 26             | 0              | 8                | 0                | 0                       | 0                       | 9      | 1      | 43    | 1     |
| Real Madryt          | 2011/12            | 26             | 0              | 3                | 0                | 0                       | 0                       | 9      | 0      | 38    | 0     |
| Real Madryt          | 2012/13            | 26             | 0              | 6                | 0                | 2                       | 0                       | 7      | 0      | 41    | 0     |
| Real Madryt          | 2013/14            | 18             | 0              | 8                | 0                | 0                       | 0                       | 4      | 1      | 30    | 1     |
| Real Madryt          | 2014/15            | 22             | 1              | 3                | 0                | 0                       | 0                       | 10     | 1      | 35    | 2     |
| Real Madryt          | 2015/16            | 6              | 0              | 1                | 0                | 0                       | 0                       | 2      | 0      | 9     | 0     |
| Łącznie              | Łącznie            | 153            | 3              | 31               | 0                | 2                       | 0                       | 47     | 3      | 233   | 6     |
|                      | Sezon              | Premier League | Premier League | Puchar Anglii    | Puchar Anglii    | Puchar Ligi Angielskiej | Puchar Ligi Angielskiej | Europa | Europa | Razem | Razem |
| Mecze                | Sezon              | Gole           | Mecze          | Gole             | Mecze            | Gole                    | Mecze                   | Gole   | Mecze  | Gole  |       |
| West Ham United      | 2016/17            | 3              | 0              | 0                | 0                | 1                       | 0                       | 0      | 0      | 4     | 0     |
| Łącznie w karierze   | Łącznie w karierze | 328            | 5              | 36               | 0                | 6                       | 0                       | 73     | 3      | 443   | 8     |

## Sukcesy

### Liverpool F.C.
- Finał Ligi Mistrzów: 2007

### Real Madryt
- Mistrzostwo Hiszpanii: 2011/2012
- Puchar Hiszpanii: 2010/2011, 2013/2014
- Superpuchar Hiszpanii: 2012
- Liga Mistrzów: 2013/2014, 2015/2016
- Superpuchar Europy: 2014
- Klubowe Mistrzostwo Świata: 2014

### Reprezentacja
- Mistrzostwo Europy 2008  Złoto
- Puchar Konfederacji: 2009  Brąz
- Mistrzostwo Świata 2010  Złoto
- Mistrzostwo Europy 2012  Złoto
- Puchar Konfederacji: 2013  Srebro

## Życie prywatne
3 lipca 2009 roku poślubił swoją wieloletnią partnerkę Carlotę Ruiz. Ślub odbył się w Saragossie. Małżeństwo to doczekało się czwórki dzieci: syna Raula (ur. 15 maja 2013) oraz trzech córek: Alby (ur. 26 kwietnia 2010), Vegi (ur. 27 stycznia 2016) i Inés (ur. 9 listopada 2019).